# Adiantum pyramidale
Adiantum pyramidale là một loài thực vật có mạch trong họ Adiantaceae. Loài này được (L.) Willd. miêu tả khoa học đầu tiên năm 1810.